# Гомозова, Александра Олеговна
Александра Олеговна Гомозова (родилась 8 августа 1986 в Москве) — российская футболистка, чемпионка Европы 2005 года среди девушек не старше 19 лет. Мастер спорта России международного класса.

## Карьера

### Клубная
Воспитанница школы московского «Спартака». Первым тренером её стал Алим Табынбаев. Выступала в высшей лиге за московские клубы «Чертаново», «Спартак» и «ШВСМ Измайлово». В составе «Спартака» — серебряный призёр чемпионата России 2006 года, финалистка Кубка России 2005 и 2006 годов. В 2005 году вошла в список 33 лучших футболисток чемпионата России. В 2009 году объявила о завершении профессиональной карьеры из-за проблем со здоровьем.
Позднее работала в РФС в отделе развития мини-футбола, развивает этот вид спорта в Нижневартовске (Университет бизнеса и права).

### В сборной
Выступала в женской сборной России среди игроков не старше 19 лет, в её составе выиграла чемпионат Европы 2005 года в Венгрии (в финале Россия по пенальти обыграла Францию).

## Личная жизнь
Своим любимым клубом называет «Сельту», любимыми игроками считает Валерия Карпина и Александра Мостового. Мечтает жить и выступать в Испании в случае продолжения карьеры игрока.